# Allan Pinkerton
Allan J. Pinkerton (Glasgow, Escócia, 25 de agosto de 1819 - Chicago, Illinois, 1 de julho de 1884),  foi um Detetive escocês e fundador da famosa Agência Nacional De Detetives Pinkerton nos Estados Unidos. Durante a Guerra Civil Americana, ele forneceu inteligência militar ao Exército da União – especificamente ao General George B. McClellan do Exército do Potomac.